# Cleora expleta
Cleora expleta är en fjärilsart som beskrevs av Louis Beethoven Prout 1932. Cleora expleta ingår i släktet Cleora och familjen mätare. Inga underarter finns listade i Catalogue of Life.